# با-ان-باسسه
با-ان-باسسه (به فرانسوی: Bas-en-Basset) یک کمون (فرانسه) در فرانسه است که در اوت-لوآر واقع شده‌است. با-ان-باسسه ۴۶٫۷۶ کیلومتر مربع مساحت دارد ۴۵۰ متر بالاتر از سطح دریا واقع شده‌است.